# Dinastía Dugua
La dinastía Dugua o Duguwa era el linaje real de los primeros maís (reyes) del Imperio Kanem. Ascendieron al poder en el siglo VIII y gobernaron el país que el rey Humé (r 1075-1086) de la dinastía Sefuwa usurpar el trono.

## Reyes
| Nombre             | Reinado    | Notas | Ref.                          |
| ------------------ | ---------- | --- | ----------------------------- |
| Sef (Ceife o Saif) | siglo VIII | Fundador de la dinastía. Tal vez asociado al noble árabe de Himyar (Yemen) que vivió en el siglo VII. También a veces se tiene, dependiendo de la tradición adoptada, como fundador epónimo de la dinastía Sefuwa. En ese relato, el fundador de la dinastía Dugua fue su hermano Dugu. De acuerdo a Akubor, Sef fue un líder del pueblo Zaghawa que abandonó la tradición nómada de su gente fundando la ciudad de Anjimi | [ 3 ] [ 4 ] [ 5 ] [ 6 ] [ 7 ] |
| Ibrahím            | siglo VIII | Sucesor de Ceife, migró con los Duguas al Kanem, donde estableció su dominio sobre las poblaciones locales. Gobernó por 16 años. | [ 8 ]                         |
| Dugu               | siglo IX   | Sucesor de Ibraim. En algunas tradiciones es tenido como fundador epónimo de la dinastía. En versiones más mitificadas se dice que gobernó por 250 años. | [ 9 ] [ 10 ]                  |
| Funa o Fune        | siglo IX   | Sucesor de Dugu. Gobernó por 60 años. | [ 5 ] [ 9 ] [ 10 ]            |
| Archu o Arsu       | siglo IX   | Sucesor de Funa. | [ 9 ] [ 10 ]                  |
| Caturi o Katur     | siglo X    | Sucesor de Archu. Gobernó por 50 años. | [ 9 ] [ 10 ]                  |
| Biuma o Buyuma     | 987—1007   | Sucesor de Caturi, aquel que los informantes del viajero alemán del siglo XIX Heinrich Barth alegaron ser el primero a gobernar el territorio de Canem propiamente. | [ 11 ]                        |
| Bulu               | 1007—1023  | En su reinado acogió al misionero musulmán Muhammad ibn Mani en su corte y al parecer fue fundador de la facción de los bulalas. | [ 12 ] [ 13 ]                 |
| Arcu               | 1023—1067  | Sucesor de Bulu. En su reinado se crearon colonias de esclavos en Kaouar y Zawila, tal vez por la necesidad de defensa de los intereses de Kanem, para el mejor control de las actividades comerciales o para el proselitismo religioso. | [ 14 ]                        |
| Hu                 | 1067—1071  | Sucesor de Arcu. Posiblemente era una mujer y también posiblemente el primer maí en profesar el islamismo en Kanem. | [ 15 ]                        |
| Abdal Jalil        | 1071—1075  | Sucesor de Hu. Fue el último gobernante Dugua de Kanem, siendo sucedido por Humé, primer maí Sefuwa. | [ 9 ] [ 10 ] [ 15 ]           |